# Ulrika Spacek
Ulrika Spacek is een in 2014 opgerichte Britse alternatieve rockband.
Zanger-gitarist Rhys Edwards, gitarist-toetsenist Joseph Stone, bassist Ben White en gitarist Rhys Williams speelden hiervoor in de Readingse band Tripwires.
In 2014 werkten Edwards en Williams samen in Berlijn; na een verhuizing naar Londen kwamen ex-Triptides Stone en White en drummer Callum Brown erbij en werd Ulrika Spacek opgericht, in een huis genaamd KEN.
De band debuteerde op het podium in mei 2015 in Londen en in februari 2016 kwam het eerste album The Album Paranoia uit. De opvolger Modern English Decoration dateert van juni 2017 en werd voorafgegaan door de single "Mimi Pretend". "We zien onze eerste twee albums als broeder- en zusterplaten en denken dat het leuk zou zijn om deze platen een tijd lang hun ding te laten doen voor een nieuw album uit te brengen.", aldus Rhys Edwards. 
In november 2022 keerde Ulrika Spacek terug op het podium en presenteerde Adam Beach, voormalig gitarist van Younghusband als vervanger van Rhys Williams. In maart 2023 verscheen in deze bezetting het album Compact Trauma.

## Stijl
Als invloeden noemt Ulrika Spacek zelf onder meer Sonic Youth, Deerhunter en My Bloody Valentine. De muziek centreert zich om de drie gitaren die een spectraal sonisch geluid voortbrengen. Ook elementen van psychedelische rock, noise en krautrock zijn herkenbaar.

## Bandleden
- Rhys Edwards – zang, gitaar
- Adam Beach – gitaar
- Joseph Stone – gitaar, toetsen
- Syd Kemp - basgitaar
- Callum Brown - drums

## Discografie

### Albums
- 2016 The Album Paranoia
- 2017 Modern English Decoration
- 2023 Compact Trauma
- 2023 Live to 388, NYC (live)

### Ep's
- 2018 Suggestive Listening

### Singles
- 2015 "She's a Cult"
- 2016 "Beta Male"
- 2016 "Everything: All the Time/Lady Godiva's Operation"
- 2016 "Porcelain (Cavern of Anti-Matter remix)"
- 2017 "Mimi Pretend"
- 2017 "Full of Men"
- 2017 "Sofa Description 7"(Ornament/Ease Yourself and Glide)"
- 2018 "Lord Luck"
- 2023 "The Sheer Drop"
- 2023 "If the Wheels are Coming off, The Wheels are Coming Off"
- 2023 "No Design"
- 2023 "The Tier Drop/Death On EVS"
- 2025 "Interesting Corners"